# Isole esterne della Nuova Zelanda
Le Isole esterne della Nuova Zelanda sono composte da 9 arcipelaghi, situati nella zona che va dall'area subtropicale all'area sub-antartica, che appartengono alla Nuova Zelanda, ma non fanno parte della sua Piattaforma Continentale. I gruppi di isole, elencati da nord a sud, sono:
|                                                                    |            |                           |                                  |
| Una mappa che mostra alcuni degli arcipelaghi citati nella tabella |            |                           |                                  |
| Isole                                                              | Area (km²) | Punto più alto (m)        | Coordinate dell'isola principale |
| a nord dell'Isola del Nord                                         |            |                           |                                  |
| Isole Kermadec                                                     | 33.08      | Moumoukai peak (516)      | 29°16′S 177°55′W                 |
| Three Kings                                                        | 4.86       | (Great Island) (294)      | 34°09′S 172°08′W                 |
| a est e a sud dell'Isola del Sud                                   |            |                           |                                  |
| Isole Chatham                                                      | 966.00     | Maungatere Hill (294)     | 43°54′S 176°32′W                 |
| Solander                                                           | 0.70       | (Solander Island) (330)   | 46°34′S 166°53′W                 |
| Isole sub-antartiche della Nuova Zelanda                           |            |                           |                                  |
| Isole Bounty                                                       | 1.30       | (Funnel Island) (73)      | 47°46′S 179°02′W                 |
| Isole Snares                                                       | 3.50       | (North East Island) (130) | 48°01′S 166°32′W                 |
| Isole Antipodi                                                     | 62.00      | Mount Galloway (402)      | 49°41′S 178°48′W                 |
| Isole Auckland                                                     | 620.00     | Mount Dick (660)          | 50°42′S 166°05′W                 |
| Isole Campbell                                                     | 116.00     | Mount Honey (558          | 52°32′S 169°09′W                 |
| Isole esterne                                                      | 1807.00    | Mount Dick (660)          |                                  |

## Popolazione
Le isole sono completamente disabitate ad eccezione delle Isole Chatham. Le altre isole esterne sono chiamate anche Isole Minori.
Su Raoul Island, una delle Isole Kermadec, c'è una stazione meteorologica abitata, mentre quella presente sulle Isole Campbell è stata automatizzata nel 1995 e quindi nessun essere umano abita più l'arcipelago. Tra il 1942 e il 1945 un'altra stazione meteorologica era presente anche sulle Isole Auckland, ora disabitate.
In passato si è tentato di fondare alcuni insediamenti sulle Isole Antipodi e su Raoul Island, tentativi però andati falliti. Le Isole Solander non sono mai state abitate se non da naufraghi o da clandestini abbandonati su isole deserte (il periodo più lungo si è avuto fra il 1808 e il 1813, da parte di 5 clandestini europei).